# Собота (Нижньосілезьке воєводство)
Собота (пол. Sobota, нім. Zobten) — село в Польщі, у гміні Львувек-Шльонський Львувецького повіту Нижньосілезького воєводства.
Населення — 489 осіб (2011).
У 1975-1998 роках село належало до Єленьоґурського воєводства.

## Демографія
Демографічна структура станом на 31 березня 2011 року:
|          | Загалом | Допрацездатний вік | Працездатний вік | Постпрацездатний вік |
| -------- | ------- | ------------------ | ---------------- | -------------------- |
| Чоловіки | 242     | 37                 | 192              | 13                   |
| Жінки    | 247     | 42                 | 157              | 48                   |
| Разом    | 489     | 79                 | 349              | 61                   |